# Восстановительный цикл трикарбоновых кислот

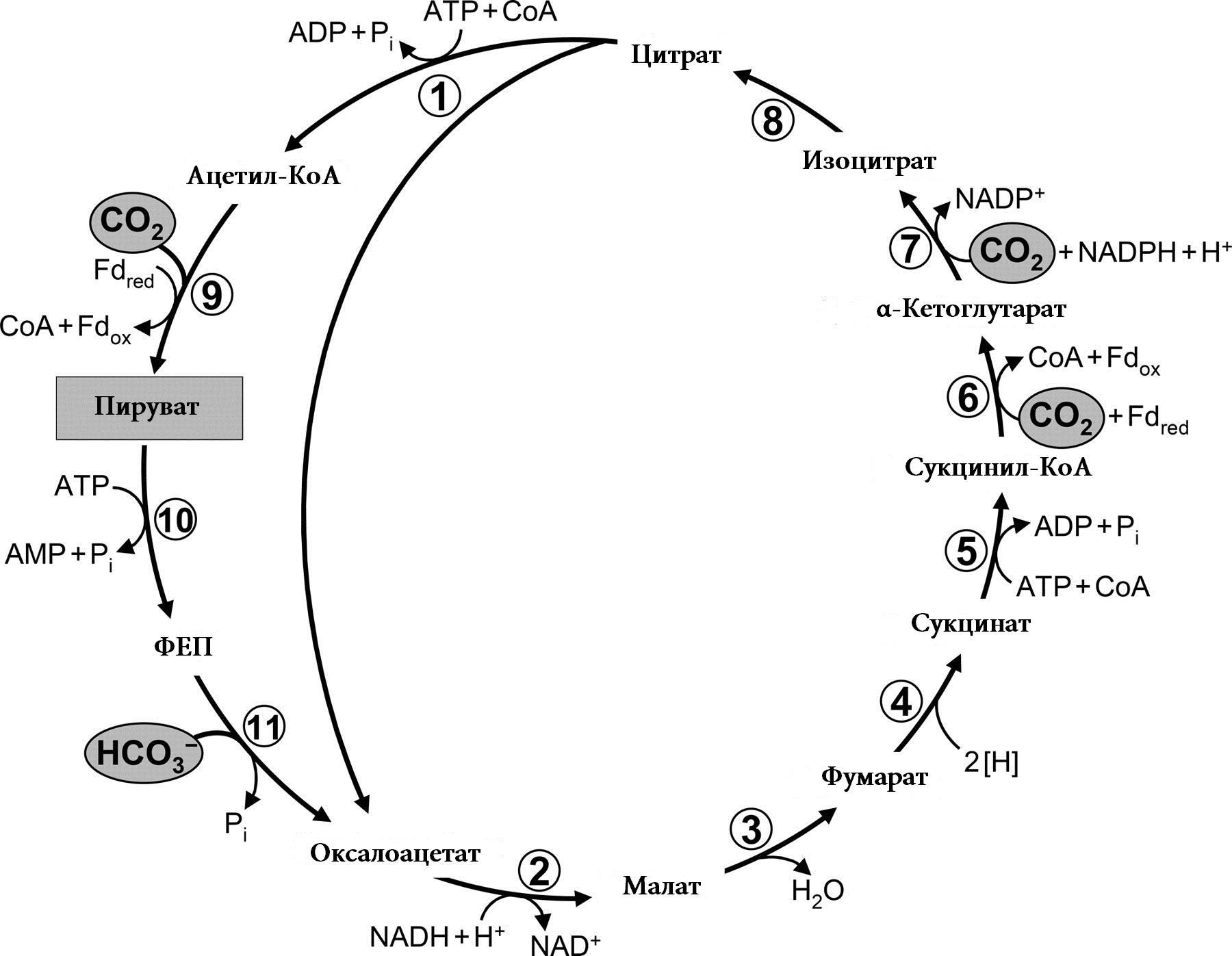
Цикл Арнона зелёных серобактерий. 1 — АТФ-цитратлиаза; 2 — малатдегидрогеназа; 3 — фумаратгидратаза; 4 — фумаратредуктаза (донор электрона неизвестен); 5 — сукцинил-CoA синтаза; 6 — ферредоксин-зависимая α-кетоглутаратсинтаза; 7 — изоцитратдегидрогеназа; 8 — аконитатгидратаза; 9 — ферредоксин-зависимая пируватсинтаза; 10 — фосфоенолпируватсинтаза; 11 — фосфоенолпируваткарбоксилаза.

Обра́тный цикл Кре́бса, также известный как обра́тный цикл трикарбо́новых кисло́т, или цикл А́рнона — последовательность химических реакций, которую некоторые бактерии используют для синтеза органических соединений из диоксида углерода и воды.
Фактически это обращённый цикл трикарбоновых кислот (ЦТК, цикл Кребса): там, где в цикле Кребса органические вещества в форме сахаров окисляются до CO2 и воды, обратный цикл использует CO2 и воду для синтеза новых соединений. Цикл используется анаэробными зелёными серобактериями и аэробами рода Hydrogenobacter для синтеза органических веществ, а водород, сульфид или тиосульфат выступают в качестве донора электронов. Цикл также был обнаружен у археи Pyrobaculum islandicum. Примечательно, что у одного и того же вида было показано наличие как восстановительного, так и окислительного ЦТК: Thermoproteus tenax, Desulfobacter hydrogenophilus и Pyrobaculum islandicum.
Поступали сообщения, что цикл может присутствовать у эукариотического организма Chlamydomonas reinhardtii, однако анализ генома не подтвердил его наличие. В настоящий момент нет достоверных сведений о наличии цикла Арнона у эукариотических организмов.
Этот цикл был открыт в 1966 году учёными Эвансом, Бью́кененом и Арноном (англ. Evans, Buchanan and Arnon).

## Ферменты

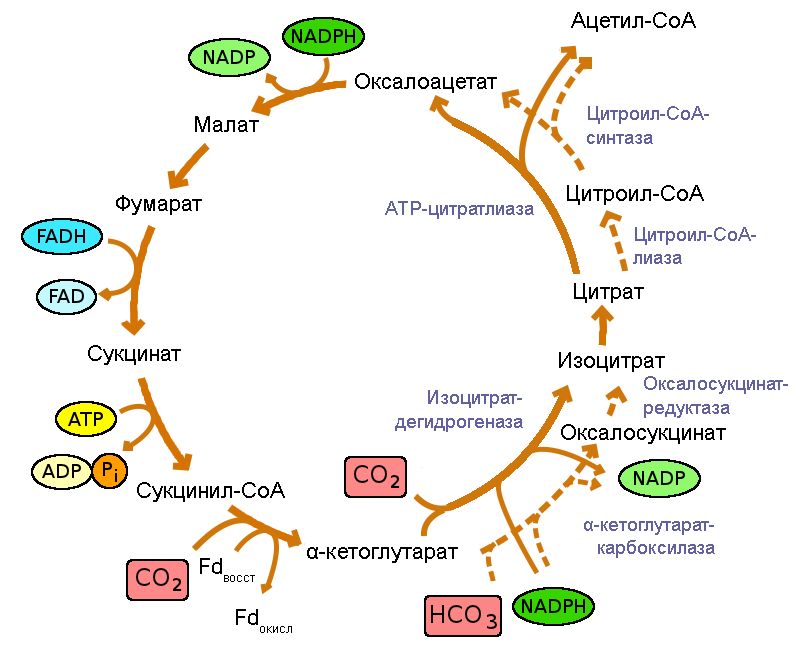
Цикл Арнона. Пунктиром обозначены альтернативные пути реакции.

Считается, что три реакции цикла Кребса необратимы, а значит, в цикле Арнона эти реакции должны осуществляться другими ферментами, чтобы сделать цикл обратимым: так, сукцинатдегидрогеназа заменена на фумаратредуктазу, НАД+-зависимая α-кетоглутаратдегидрогеназа на ферредоксин-зависимую α-кетоглутаратсинтазу, а цитратсинтаза на АТФ-цитратлиазу. Эти три фермента обычно считаются характерными для данного цикла.
Большинство бактерий, которые используют этот цикл — мезофилы, однако представители филума Aquificae растут при температуре 70 °C и выше (Aquifex aeolicus вплоть до 95 °C). При таких условия термически неустойчивый сукцинил-CoA постепенно гидролизуется до сукцината и коэнзима А, что сопровождается потерей энергии и делает невозможным его дальнейшее использование в цикле. Aquificae (как было показано на Hydrogenobacter thermophilus) решают эту проблему, тратя дополнительный АТФ на превращение α-кетоглутарата в изоцитрат совместным действием биотин-зависимой α-кетоглутараткарбоксилазы и недекарбоксилирующей изоцитратдегидрогеназы, что делает процесс необратимым при повышенной температуре.
У некоторых видов основной путь цикла может иметь некоторые отличия. Так вместо АТФ-цитратлиазы расщепление цитрата могут осуществлять два других фермента: цитрил-CoA синтаза и цитрил-CoA лиаза. Однако, оба эти фермента филогенетически близки к АТФ-цитратлиазе. Их обнаружили у представителей Aquificaceae (но не у других Aquificae). Более того, некоторые протеобактерии (например, Magnetococcus sp. штамм MC-1), вероятно, обладают новым типом АТФ-цитратлиазы.

## Химизм
На конечном этапе цикла ключевой фермент цикла АТФ-цитратлиаза разрушает цитрат на оксалоацетат и ацетил-CoA, используя энергию одной АТФ. Далее происходят следующие реакции:
1. Ацетил~CoA + CO2 + ФдH2 → Пируват + Фд
2. Пируват + АТФ → ФЕП + АДФ + Фн
3. ФЕП + АТФ + 2H+ → глицеральдегид-3-фосфат + АМФ + ФФн

Полученный глицеральдегид-3-фосфат используется для синтеза материалов клетки. Общее уравнение ассимиляции имеет вид:
3CO2 + 2ФдH2 + 2НАДФН·H+ + ФАДH2 + НАДН·Н+ + 5АТФ→ глицеральдегид-3-фосфат
Ассимиляция углекислого газа идёт с большой затратой АТФ и восстановительных эквивалентов. В целом цикл считается анаэробным, поскольку включает много ферментов и восстановителей (Fe4S4 бактериальных ферредоксинов), которые чувствительны к кислороду (из аэробных бактерий такой цикл обнаружен только у Hydrogenobacter).
Этот цикл является возможным кандидатом в реакции, которые могли протекать на Земле в добиологических условиях, и, по этой причине, изучение этого цикла представляет интерес для понимания происхождения жизни. Принципиально, что данный цикл является автокаталитическим — в нём, в отличие от окислительного ЦТК в результате одного оборота цикла количество реагентов, в том числе акцепторов СО2, увеличивается, а не уменьшается, как в цикле Кребса. Так же, было доказано, что некоторые из реакций можно катализировать, используя обычные минералы, в частности пять реакций протекает в присутствии ZnS (сфалерит) на свету.